# Coleophora quercivorella
Coleophora quercivorella é uma espécie de mariposa do gênero Coleophora pertencente à família Coleophoridae.